# Monomorium fieldi
Monomorium fieldi är en myrart som beskrevs av Auguste-Henri Forel 1910. Monomorium fieldi ingår i släktet Monomorium och familjen myror. Inga underarter finns listade i Catalogue of Life.

## Bildgalleri

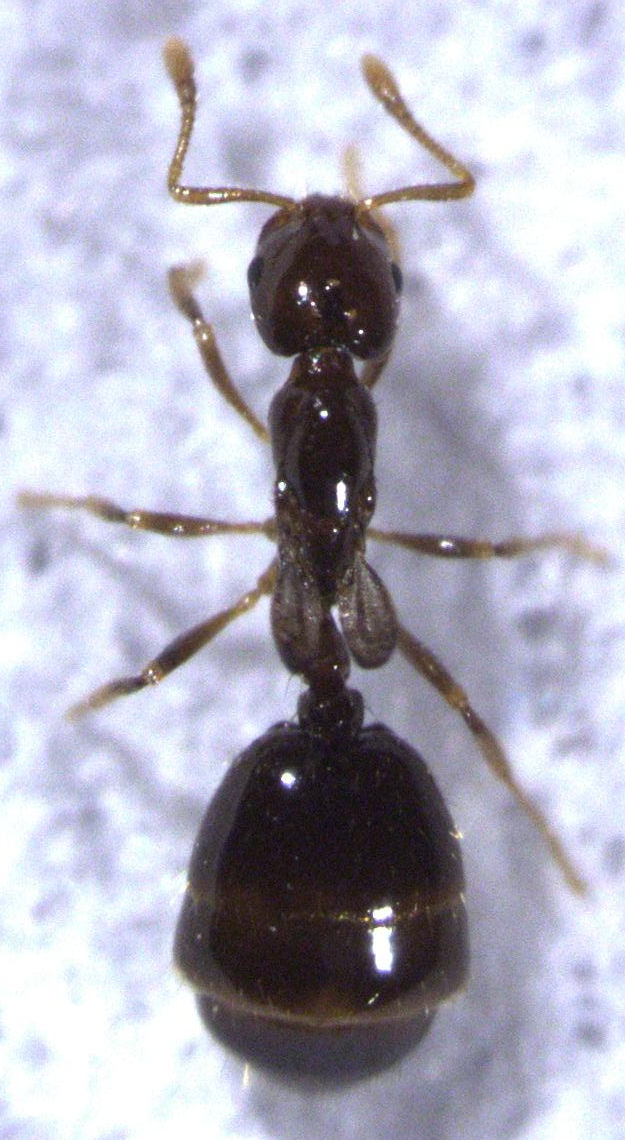